# Леони, Мэттью Джон
Мэттью Джон Леони (англ. Matthew Jon Leone [ Lee-own-ee]; род. 13 мая 1981, Чикаго, Иллинойс) — американский бас гитарист, бывший участник группы The Blank Theory, участник группы Madina Lake. Обладатель наград Kerrang! Best International Newcomer 2007 (в составе Madina Lake) и Hero Of The Year. Написал книгу Lila, The Divine Game.

## Биография
Мэттью Леони родился 13 мая 1981 года в Чикаго (Иллинойс) и вырос вместе со своим братом-близнецом Натаном Леони. Имеет трёх старших сестёр: Аллисон, Джил и Паулин.
Когда Натану и Мэтту было 12 лет, их мать погибла в автомобильной аварии.
Мэттью Леони получил спортивную стипендию в колледже Индианаполиса. Профессионально занимался футболом в США, а также во Флоренции. Некоторое время учился в колледже Колумбии по специальности музыкальный менеджмент.
Во Флоренции вместе с Натаном решили бросить футбол и начали заниматься музыкой. Сначала они учились самостоятельно играть на акустических гитарах в библиотеке. В 21 год Мэтт решил взять в руки бас-гитару. Первый же учитель сказал, что у Леони слишком короткие руки для игры на басе. После этого начинающий музыкант самостоятельно осваивал бас-гитару.
В 1998 году вместе с Натаном и друзьями создали группу The Blank Theory. Группа независимо выпустила два мини-альбома и подписала контракт с New Line Records на выпуск полноформатного альбома Beyond the Calm of the Corridor, продюсировать который взялись бывший гитарист Smashing Pumpkins Джеймс Иха и бас-гитарист групп Ivy и Fountains of Wayne Адам Шлесингер. Несмотря на популярность группы в Чикаго и тёплый приём альбома, в 2004 году группа распалась.
Летом 2004 года в одном из чикагских кафе Мэттью и Натан Леони обсуждали со своими друзьями из группы Reforma распад групп и поняли, что они имеют куда больше общего, чем кажется. Итогом этого вечера стала идея создать группу Madina Lake. В основу была положена концепция отрезанного от остального мира города Madina Lake, который отражает состояние поп-культуры Америки. Мэттью взялся развивать эту идею в виде рассказа.
В 2005 году братья приняли участие в специальном выпуске шоу Фактор страха и выигрывает 45 000 долларов, которые пошли на запись дебютного EP The Disapearence Of Adalia.
30 июня 2010 года Мэттью Леони в переулке попытался остановить мужчину, избивавшего женщину. Сначала он попытался словами успокоить мужчину, а затем вызвал полицию, после чего со спины последовал удар по голове. Результатом этого происшествия стало долгое лечение и замена трети черепа на металлическую пластину. Медицинские счета были покрыты за счёт пожертвований поклонников, а также благотворительных концертов таких музыкантов, как группа The Smashing Pumpkins.
За свой героический поступок музыкант удостоился грамоты от губернатора штата Иллинойс и награды Kerrang! Hero Of The Year.
В 2011 во время работы над третьим альбомом сотрудничал со своим кумиром Билли Корганом из The Smashing Pumpkins.